# Censo chileno de 2012
El XVIII Censo Nacional de Población y VII de Vivienda o Censo de Población y Vivienda 2012 fue el censo de población que se realizó en Chile entre el 9 de abril y el 15 de julio de 2012, y que tenía por objetivo actualizar los datos registrados en el censo realizado diez años antes, en abril de 2002. Su elaboración estuvo a cargo del Instituto Nacional de Estadísticas de Chile (INE).
El 2 de abril de 2013 se publicaron los resultados definitivos del censo, que arrojaron un total nacional de 16 634 603 habitantes; sin embargo, posteriormente fueron retirados. Finalmente, en septiembre de 2014 el Instituto Nacional de Estadísticas publicó una nueva cifra sobre la base de proyecciones del Censo 2002, que arrojó un total estimado de 17 819 054 habitantes; con ello, los datos del censo 2012 se descartaron debido a una serie de problemas en la obtención y tratamiento de los datos.
En efecto, un estudio encargado por el gobierno chileno recomendó no emplear la información del censo como base para elaborar políticas públicas y repetirlo en 2015. Sin embargo, una Comisión de expertos internacional señaló que los datos del Censo 2012 se encontraban intactos y que la información era útil para todo tipo de políticas públicas, debiendo hacerse públicos los datos lo más pronto posible; un tercer experto que había sido contratado para realizar una evaluación demográfica antes de la detección de problemas señaló posteriormente la existencia de algunas fallas elementales en la parte demográfica de este último informe y un trabajo poco adecuado por tal comisión.
Finalmente, durante el mes de septiembre de 2014, se hizo público el resultado de una auditoría técnica liderada por el INE con asesoría directa del Centro Latinoamericano y Caribeño de Demografía (CELADE) dependiente de la CEPAL de Naciones Unidas, donde se concluyó que «los datos generados para el año 2012 no cumplen con los estándares para que este operativo sea denominado como un censo». Como consecuencia de esto, el segundo gobierno de Michelle Bachelet realizó en abril de 2017 un nuevo censo de población.
Otros países americanos que realizaron censos durante 2012 son Cuba, Honduras, Guyana y Paraguay.

## Antecedentes
A mediados de 2010, el INE realizó un precenso en la comuna de Vicuña, Región de Coquimbo, para poner en práctica un diseño preliminar de la encuesta. Ese mismo año, el jefe del censo adelantó a la prensa que por primera vez se medirían en el censo el uso de Internet, correo electrónico y redes sociales como Facebook y Twitter. También se consultaría acerca del uso en hogares de fuentes de energía alternativas.
El modelo de censo fue sometido a un proceso de revisión entre marzo y septiembre de 2011.
El 14 de septiembre de 2011 se anunció un cambio en la metodología del censo: la recolección de datos no se concentraría en un solo día (declarado feriado), sino que se realizaría durante dos meses, a partir del 9 de abril de 2012. De esta forma, se abandonó la metodología de «censo de hecho» por la de «censo de derecho», utilizada por la mayoría de los países de América Latina. Además, los encuestadores serían remunerados, a diferencia de los censos anteriores en que se recurría a voluntarios.

## Cambios en el cuestionario
El censo presentó algunos cambios en el cuestionario respecto a su antecesor del 2002, entre los que destacaron la incorporación del pueblo diaguita como alternativa entre las etnias originarias de procedencia (el pueblo diaguita había sido reconocido como originario en 2006), y la alternativa de ser conviviente con una pareja del mismo sexo respecto al estado de hecho.

## Organización

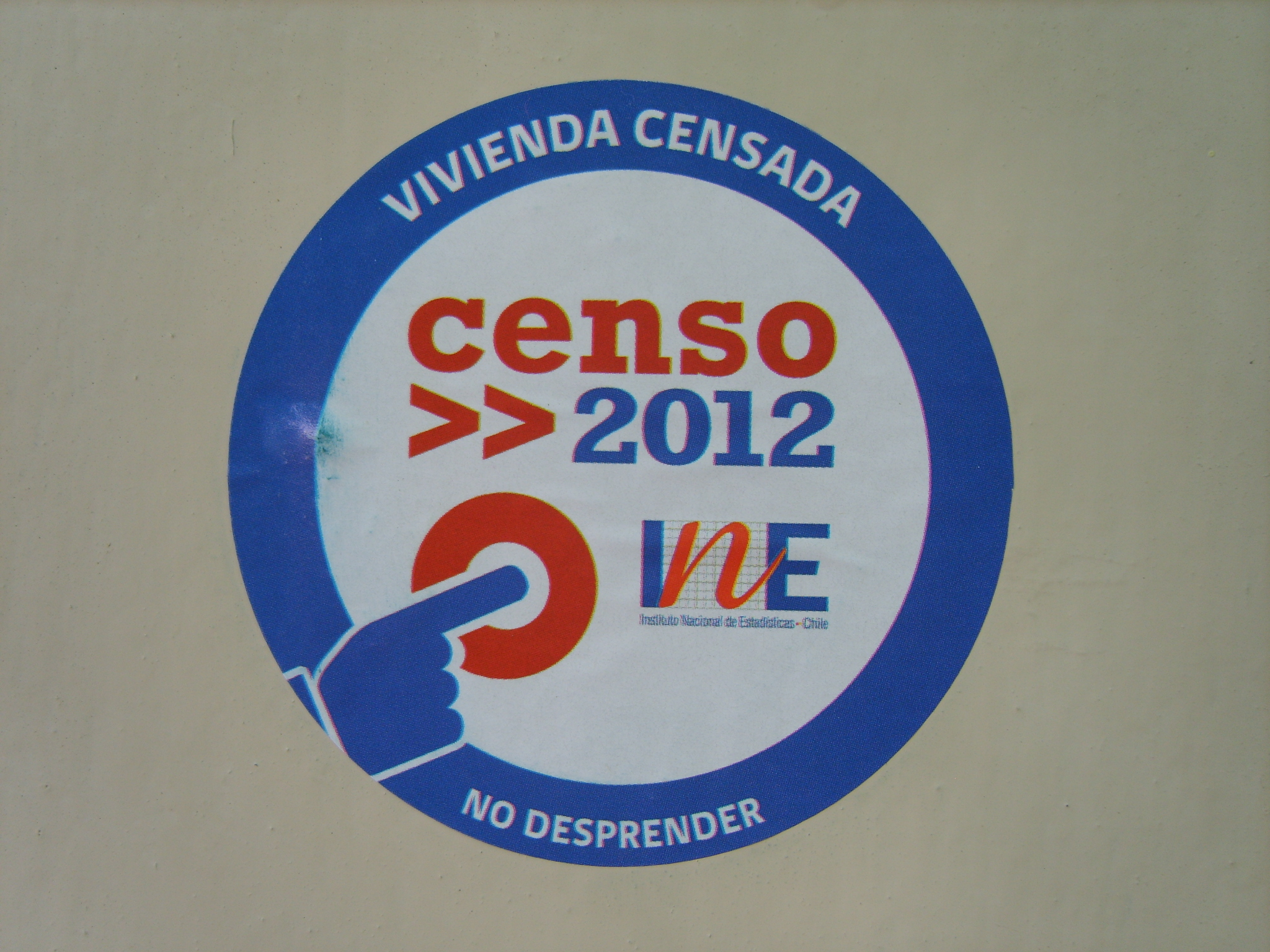
Pegatina que identifica una casa que fue encuestada en el censo.

### Comisión Nacional
La Comisión Nacional del Censo 2012 estuvo compuesta por:
- Ministro de Economía, que ejerció la presidencia de la comisión: Pablo Longueira.
- Director Nacional de Estadísticas, que ejerció la dirección ejecutiva del censo: Francisco Labbé.
- Subsecretario del Interior: Rodrigo Ubilla.
- Subsecretario de Desarrollo Regional y Administrativo: Miguel Flores Vargas.
- Subsecretario de Educación: Fernando Rojas Ochagavía.
- Subsecretaria de Transportes: Gloria Hutt.
- Subsecretaria General de Gobierno: María Eugenia de la Fuente.
- Subsecretaria de Planificación y Cooperación: Soledad Arellano.
- Jefe del Estado Mayor Conjunto: Hernán Mardones.
- Un oficial superior de Carabineros de Chile, designado por el General Director de la institución.
- Un oficial superior de Policía de Investigaciones, designado por el director general de la institución.

## Resultados

### Preliminares
El 31 de agosto de 2012 se dieron a conocer los resultados preliminares del primer censo de derecho en la historia de Chile. El resultado fue una población de 16 572 475 residentes habituales en el país, lo que representa un aumento de 10,1 % en diez años respecto del censo anterior, correspondiente a 1 521 339 personas.

### Finales
| Indicador       | Cantidad   | %      |
| --------------- | ---------- | ------ |
| Total hombres   | 8 101 890  | 48,705 |
| Total mujeres   | 8 532 713  | 51,295 |
| Total urbana    | 14 462 858 | 86,944 |
| Total rural     | 2 171 745  | 13,056 |
| Población total | 16 634 603 | 100    |

## Controversias

### Exclusión de afrodescendientes
La incorporación de preguntas para aclarar la cantidad de población afrodescendiente en Chile fue rechazada, pese a la iniciativa de grupos sociales que propugnaron la inclusión como etnia nacional.  Cifras no oficiales estiman en más de 160 000 los habitantes chilenos afrodescendientes, aunque con un alto grado de mestizaje.

### Metodología
La ley 17374 establece que el censo debe realizarse en un día, y que este debe ser declarado feriado, por lo que el mecanismo nuevo quedó en una posición jurídica dudosa. De hecho, el decreto 143 del Ministerio fue cursado con alcance por la Contraloría, indicando esta situación.

### Problemas de cobertura
El empadronamiento de viviendas fue problemático, forzando al INE a extender el plazo en que se efectuaría (inicialmente se pretendía que este fuese de dos meses, pero luego fue ampliado a tres, y extendido en dos semanas más en dos regiones). Hubo muchos reclamos, en especial en las redes sociales, sobre viviendas que nunca fueron censadas o que fueron censadas en momentos en que no había morador (y que fueron marcadas como "morador ausente"). Según el INE, solamente unas 95 000 viviendas, correspondientes al 1,66 % del total, dejaron de ser censadas.
El resultado preliminar del censo, 16 572 475 habitantes, fue sorpresivo, pues se esperaba que la cifra rondase los 17 millones, lo que reforzó las sospechas de que la cobertura de personas había sido incompleta, lo que fue tajantemente desmentido por una comisión de expertos internacionales.

### Supuesta manipulación de las cifras
El 26 de abril de 2013 se denunció que el director del Instituto Nacional de Estadísticas de Chile (INE), Francisco Labbé Opazo, habría manipulado las cifras del Censo 2012, escándalo que terminó con su renuncia.
El subsecretario de Economía, Tomás Flores, declaró que era poco probable repetir el censo. Luego fue Mariana Alcérreca, asesora del director del INE, quien indicó la supuesta falta de profesionalismo del director al retirar al personal técnico al comienzo del levantamiento de información y al decidir por su cuenta que las cerca de 800 mil personas que se estimó que habitaban viviendas que se censaron fueran incluidas como efectivamente censadas. Estudios posteriores permitieron eliminar la sospecha de una manipulación de las bases de datos efectuada por el exdirector y reafirmar que las bases de datos se encuentran intactas.
Debido a las supuestas irregularidades encontradas en este censo por la Comisión Revisora del Censo 2012, se decidió solicitar una "segunda opinión" ante organismos internacionales previo de un pronunciamiento definitivo. Esta nueva comisión desacreditó completamente a la primera y declaró que el Censo 2012 se encontraba dentro de los marcos normales para estos procesos y que este no debía repetirse, opinión que fue confirmada por el INE. Posteriormente, el exdirector del INE, Juan Eduardo Coeymans, afirmó que el Censo 2012 se descartó "por razones políticas", además que por sus índices de calidad es un censo útil.
En marzo de 2014, se informó que el gobierno de Michelle Bachelet realizaría un nuevo censo «abreviado», cuestión que se confirmó en junio, y que se realizó en abril de 2017.